# Paliwo mieszane
Paliwo mieszane (również: paliwo mieszane plutonowo-uranowe; ang. mixed oxide, MOX; regenerated mixture, REMIX) – rodzaj paliwa jądrowego stanowiącego mieszaninę odzyskanego plutonu (z paliwa jądrowego, odpadów jądrowych lub z broni jądrowej) i zubożonego uranu. Jest stosowane najpowszechniej w Europie i Japonii. 
Tradycyjne paliwo jądrowe jest używane w reaktorach jądrowych tylko raz, a potem traktowane jest jako odpad jądrowy. Przemiany jądrowe zachodzące w paliwie jądrowym powodują powstawanie innych izotopów rozszczepialnych, przede wszystkim plutonu-239 i plutonu-241. 
W reaktorze, w którym paliwo wymienia się co 3 lata, zużyte zostaje około połowy wytworzonego plutonu-239, co odpowiada za ok. 1/3 wygenerowanej energii. Pluton stanowi około 1% masy paliwa wyładowywanego z reaktora. 2/3 tego plutonu jest rozszczepialne (50% stanowi Pu-239, a 15% Pu-241).
Niewypalone pluton i uran mogą zostać odzyskane z odpadów jądrowych i wykorzystane do produkcji nowego paliwa – MOX-u.

## Zastosowanie
Pierwszy raz paliwo MOX zostało użyte w reaktorze w 1963, ale do użytku komercyjnego weszło dopiero w latach 80. XX wieku. Do 2015 roku wytworzono i załadowano do reaktorów ok. 2000 ton paliwa MOX. W 2006 roku w Europie do ponad 30 reaktorów załadowano ok. 180 ton paliwa MOX. 
Używanie paliwa MOX podlega osobnemu licencjonowaniu. W Europie ok. 40 reaktorów może go używać; w Japonii ok. 10. Zwykle to paliwo stanowi ok. 30% wkładu paliwa w reaktorze. Reaktor EJ Ōma, reaktory EPR czy AP1000 mogą być w całości załadowane paliwem tego typu.
Z paliwa MOX wytwarzane jest około 5% energii elektrycznej powstającej w elektrowniach jądrowych.

### Wykorzystanie plutonu w paliwie MOX w Unii Europejskiej
| Rok  | Pluton odzyskany (Mg) | Zaoszczędzony uran naturalny (Mg) |
| ---- | --------------------- | --------------------------------- |
| 2011 | 9,410                 | 824                               |
| 2012 | 10,334                | 897                               |
| 2013 | 11,120                | 1,047                             |
| 2014 | 11,603                | 1,156                             |
| 2015 | 10,780                | 1,050                             |